# Shadowhunters - Città di ossa
Shadowhunters: The Mortal Instruments - Città di Ossa (The Mortal Instruments - City of Bones) è un romanzo fantasy di Cassandra Clare, pubblicato il 27 marzo 2007 negli Stati Uniti e il 6 novembre 2007 in italiano. È il primo capitolo della serie Shadowhunters.

## Trama
Clary Fray è una ragazza di 16 anni come tante, che vive una vita piuttosto ordinaria a New York. Però, la sera in cui decide di andare alla discoteca chiamata Pandemonium Club con il suo migliore amico, Simon Lewis, la sua vita inizia a prendere una strana piega: seguendo un affascinante ragazzo dai capelli blu nel magazzino del locale, Clary vede tre tizi ricoperti di rune tatuate circondarlo e trafiggerlo con una spada dalla punta di cristallo (spada angelica). La giovane vorrebbe chiamare aiuto, ma del cadavere del ragazzo non rimane niente, sparito nel nulla, e soprattutto non c'è nessuno da accusare, perché i tre ragazzi assassini sono in realtà Shadowhunters, ovvero Cacciatori di Demoni, e nessun altro, tranne Clary, può vederli.
Sconvolta da ciò che ha visto, Clary esce dal locale con Simon, il quale non si è accorto di niente né ha sentito nulla, così i due tornano a casa in taxi. 
 Ad aspettare Clary, sveglia e preoccupata, c'è sua madre, una pittrice/artista di nome Jocelyn Fray, che ha cresciuto da sola la figlia dopo la morte del marito, John Clark. Jocelyn sgrida Clary per essere tornata a casa tardi e per averla fatta preoccupare, dopodiché spedisce la figlia a letto.
Il giorno seguente, Clary ha un furioso litigio con la madre che, senza alcuna spiegazione plausibile, le dice che si trasferiranno per il resto dell'estate in campagna, nella fattoria di Luke Garroway, migliore amico di Jocelyn e considerato da Clary come un padre. La ragazza è molto contrariata per via di questa decisione, quindi esce di casa con Simon, per recarsi al Java Jones, un bar dove Eric, membro della band in cui suona Simon, terrà a breve un reading di poesie.
Arrivata al locale sopracitato, Clary rincontra uno dei Cacciatori visti la sera precedente. Rendendosi conto che è una persona in carne ed ossa e non un'allucinazione, Clary lo insegue. Il biondo e affascinante Cacciatore, con un fare magnetico e un po' arrogante, si presenta: si chiama Jace Wayland e nemmeno lui sa spiegare il motivo per cui una mondana come lei lo possa vedere, visto che si è tatuato le Rune dell'Invisibilità. Clary però non può ribattere, perché il suo cellulare squilla: è Jocelyn, con un tono così ansioso da far preoccupare la ragazza, che torna di corsa a casa e la trova devastata. Tutto, all'interno, è stato distrutto e di sua madre non vi è traccia, anzi, al suo posto c'è una creatura mostruosa, un demone chiamato Divoratore, che sibila e attacca Clary. La ragazza riesce a stordirlo ficcandogli in gola il sensore (un oggetto usato dai Cacciatori per rilevare la presenza di demoni) sottratto precedentemente a Jace che, grazie alle rune di cui è ricoperto, le quali sono letali per i demoni, uccide il Divoratore, ma purtroppo lei rimane ferita. 
  Clary perde i sensi per via del veleno del mostro che è entrato in circolo nel suo corpo, ma si risveglia poco dopo nel suo giardino, dove è stata portata da Jace; il giovane Cacciatore l'ha infatti trovata esanime in casa sua e le ha tracciato una runa sul braccio, per nasconderla ai demoni travestiti da poliziotti venuti a cercarla. 
  Alla fine, la ragazza sviene di nuovo e si risveglia alcuni giorni dopo su un letto mai visto prima: Jace l'ha infatti soccorsa e portata all'Istituto, luogo in cui vive e si allena assieme ad altri due Cacciatori (Alec ed Isabelle Lightwood, che sono i suoi fratellastri) e al suo tutore, Hodge Starkweather. 
 Spaventata da tutta quell’assurda situazione, Clary prova a chiamare al telefono Luke, che freddamente le risponde dicendo che non vuole avere più nulla a che fare con lei.
Restando all’Istituto e parlando con Hodge, Clary scopre molte verità sul Mondo Invisibile che la circonda. Per prima cosa, scopre che gli esseri umani non possono essere marchiati con le rune tipiche dei Cacciatori e che quindi, dato che Jace gliene ha tracciata una sul braccio, lei deve per forza di cose avere del sangue di Shadowhunters nelle vene (probabilmente suo padre era un Cacciatore in esilio che ha sposato una mondana, cosa severamente vietata dalla legge). 
 Come seconda cosa, la giovane scopre come nacquero gli Shadowhunters: furono creati più di mille anni fa, quando gli umani stavano per essere distrutti dalle invasioni di demoni provenienti da altri mondi. All’epoca, un tale di nome Jonathan Shadowhunter, il primo dei Cacciatori, evocò l'Angelo Raziel, che sorse dalle acque di un lago reggendo tra le mani una spada ed una coppa; in seguito, mescolò nella coppa un po’ del proprio sangue e lo diede da bere agli uomini. Coloro che bevvero dalla coppa divennero Shadowhunters e così i loro figli e i figli dei loro figli. La coppa, da quel momento in poi, venne conosciuta come Coppa Mortale e, nel corso degli anni, quando le file dei Cacciatori si assottigliavano, era possibile, tramite la Coppa, crearne di nuovi. Ma poi la Coppa venne rubata da un tale di nome Valentine Morgenstern e, in seguito alla Rivolta che l’uomo scatenò, andò perduta. 
  In passato, Valentine era stato un Cacciatore molto influente e aveva convinto un certo numero di suoi coetanei a seguirlo, solo che aveva delle idee troppo malsane e delle convinzioni sbagliate: voleva uccidere tutti i Nascosti (mezzi demoni come vampiri, stregoni, fate e lupi mannari) per purificare il pianeta, poiché li riteneva dei mostri alla stregua dei demoni, anche se il Conclave (l'assemblea dei Cacciatori più eccellenti della terra) aveva stretto degli accordi di pace con loro. Al termine della Rivolta finita male, circa sedici anni prima, Valentine inscenò la propria morte, sparendo nel nulla. 
 Dopo questo racconto, Clary ricorda improvvisamente che il Divoratore che l’ha attaccata in casa sua, poco prima di colpirla, aveva nominato un certo Valentine. Hodge resta di sasso, scoprendo questa cosa, e ipotizza che Valentine sia tornato per portare a compimento il suo piano iniziale: uccidere tutti i Nascosti; per farlo, però, ha bisogno della Coppa Mortale, che dai tempi della Rivolta non è più stata trovata. L’uomo intende infatti usare quel potente oggetto sacro per trasformare tutti i bambini del mondo in Shadowhunters, così da avere un personale esercito di combattenti a lui fedeli; il problema è che solo una piccola percentuale di loro sopravvivrebbe a questa trasformazione.
Quella sera stessa, Clary chiede a Jace di riaccompagnarla al suo appartamento distrutto, per poter recuperare alcune cose ed indagare sulla vita di Jocelyn, che evidentemente nasconde dei segreti. 
 Durante il viaggio in metro, la ragazza scopre che Jace ed Alec sono Parabatai: si tratta di due guerrieri Shadowhunters che combattono in coppia e che sono molto più che fratelli; sono legati da un rituale magico e da profondi sentimenti di amicizia, anche se tra loro l’amore romantico è proibito.
Una volta entrati nell’appartamento, i due giovani vengono aggrediti da un Guerriero Dimenticato, ovvero un ex essere umano che è stato torturato con rune da Shadowhunters e che quindi, a causa del loro enorme potere, gli hanno sconvolto la mente e lo hanno reso pazzo. 
  Dopo che Jace è riuscito ad uccidere il Dimenticato, i due ragazzi vengono “soccorsi” dalla vicina di casa di Clary: la chiromante Madame Dorothea. Dorothea accoglie i ragazzi nel suo appartamento e racconta loro altre verità: da piccola, la chiromante venne adottata da una stregona e quindi crebbe consapevole dell’esistenza del Mondo Invisibile; afferma inoltre che Jocelyn fosse una Shadowhunter in fuga dal Conclave (probabilmente per aver sposato il padre mondano di Clary) e mostra ai due giovani un mazzo di carte che la stessa Jocelyn dipinse per lei, con lo scopo di farsela amica e di non rivelare a nessuno la sua vera identità; in ultimo, ammette che Jocelyn fosse andata a vivere lì perché nella casa di Madame Dorothea è nascosto un Portale, una porta pentadimensionale che sarebbe servita come via di fuga nel caso qualcuno avesse cercato di catturare Jocelyn o Clary. 
 Sconvolta da quanto appreso, Clary si tuffa, senza pensare, nel Portale, credendo che in quel modo avrebbe ritrovato la madre scomparsa. Ma non è così. La ragazza, infatti, si ritrova di colpo davanti alla libreria/casa di Luke, con Jace che, dopo averla seguita attraverso il Portale, la rimprovera aspramente per il suo gesto quasi folle. È a quel punto che i due giovani incontrano Simon, il migliore amico di Clary che, dopo averla persa di vista al Java Jones, si è messo a cercarla disperatamente. Non essendo Clary vincolata alle leggi del Conclave come lo è Jace, racconta a Simon tutto quello che ha scoperto su sua madre e sulla sua vita segreta ma, proprio in quel momento, Luke torna a casa, seguito da due individui loschi e camuffati con mantelli da stregoni. 
  Spiando l’insolito trio, Jace, Clary e Simon apprendono che anche Luke, il cui vero nome è Lucian Graymark, è invischiato in quella storia; che Valentine è effettivamente tornato ed ha rapito Jocelyn perché, a quanto pare, la donna sa dov’è finita la Coppa Mortale; che quei due tizi sono leccapiedi di Valentine e sono anche gli assassini del padre di Jace.
Riusciti a tornare all’Istituto, Simon, Clary e Jace raccontano ad Hodge quanto hanno scoperto. L’uomo, a quel punto, collega i vari pezzi fra loro e racconta l’ennesima verità alla ragazza: un tempo, Valentine e Jocelyn erano sposati e facevano entrambi parte del Circolo, una congrega di giovani Shadowhunters che volevano sterminare tutti i Nascosti, ma poi la madre di Clary capì quanto fossero sbagliate quelle idee e decise di tradire il marito, abbandonandolo durante la Rivolta e, evidentemente, sottraendogli la Coppa Mortale. Clary apprende che anche Luke, il cui vero nome abbiamo scoperto essere Lucian Graymark, era un Cacciatore e che i Lightwood (i genitori di Alec ed Isabelle), Hodge, i Wayland e molti altri ancora, un tempo, avevano fatto parte della cerchia ristretta di Valentine, il Circolo, prima di abbandonarlo a causa delle sue idee troppo avventate.
Il giorno seguente, Clary e Jace si recano nella sotterranea Città di Ossa (una specie di santuario segreto, costruito con le ossa di tutti i Cacciatori morti), dove risiede l'Ordine dei Fratelli Silenti (Shadowhunters particolari che si mutilano con rune molto potenti per affinare i loro poteri mentali), per scoprire come mai la ragazza abbia vissuto per sedici anni ignara del Mondo Invisibile ed abbia misteriosamente riacquistato la Vista (capacità di vedere il mondo magico) solo in quel periodo. 
  A casa di Madame Dorothea, Jace aveva ipotizzato che Clary avesse un blocco mentale, il che si rivela essere vero, ma i Fratelli Silenti non riescono a scioglierlo, anche se trovano il nome dell'artefice: il Sommo Stregone Magnus Bane. Per far sì che Clary non vedesse il Mondo Invisibile, Jocelyn la portava ogni due anni da lui, che "offuscava" la sua Vista.
A quel punto, Alec ed Isabelle, Jace e Clary, che nel frattempo si stanno legando sempre di più, e il povero Simon, che arranca con fatica per star dietro ai portentosi Cacciatori, vanno da Magnus in occasione di una festa da lui organizzata. 
  Il Sommo Stregone di Brooklyn riceve i giovani Shadowhunters, però vuole parlare con Clary da solo, in camera sua, dove le dice che, quell'ultimo mese, non era venuta da lui per farsi offuscare la Vista e che di sua mamma non aveva saputo più nulla. Non potendo rimediare al blocco mentale da lui impostole, Magnus le mostra una runa che le fa riacquistare parzialmente i ricordi, dicendole che gli altri torneranno col tempo.
Uscendo dalla stanza di Magnus, Clary scopre che Simon, intento a ballare e a flirtare con Isabelle, è stato trasformato temporaneamente in un topo, perché inconsciamente ha bevuto uno strano cocktail azzurrino delle fate. Lei allora lo prende con sé, ma un vampiro presente alla festa di Magnus lo porta via, credendolo uno dei suoi amici trasformato (quando i vampiri bevono e si ubriacano, tendono a trasformarsi in ratti o in pipistrelli). 
 A quel punto Clary e, controvoglia, Jace si recano all'Hotel Dumort, covo dei vampiri, per salvarlo. I due verranno tratti in inganno da Raphael Santiago, vice capo-clan dei vampiri di New York, che con uno stratagemma riesce a far credere loro di essere un comune essere umano. 
 Alla fine, i tre ragazzi riescono a sfuggire ai vampiri, che stavano cercando di ucciderli per aver invaso il loro territorio, grazie anche all’intervento di un branco di lupi mannari, che fanno irruzione nell'hotel durante la battaglia e dicono di volere Clary.
Grazie ad una moto ad energia demoniaca, i tre giovani sfuggono sia ai vampiri che ai licantropi e tornano all'Istituto, sfiancati e feriti, proprio il giorno prima del compleanno di Clary. Ella, parlando con Jace, il quale sta tentando di farla addormentare, viene a sapere che il padre del giovane Cacciatore (Michael Wayland) è morto quando lui aveva solo 10 anni; per questo motivo, successivamente, è stato adottato dai Lightwood, perché Robert Lightwood, in gioventù, era stato il Parabatai di Michael.
Quella sera stessa, Clary e Jace fanno una specie di picnic di mezzanotte nella serra dell’Istituto, in occasione del compleanno della ragazza; alla fine, trasportati dai sentimenti che provano l’uno per l’altra, si baciano. 
  Tornando a letto, però, Simon li scopre e si arrabbia molto con Clary, rivelandole con dolore che sono dieci anni, ormai, che è innamorato di lei, ma che purtroppo la ragazza non se n'è mai accorta. 
  Infine, Simon, con il cuore spezzato, se ne va, abbandonando l’Istituto.
Clary, arrabbiata con Jace, che dopo la scenata di Simon si comporta come se non gli importasse più di niente, e molto confusa e triste per via di ciò che le ha detto il suo migliore amico, comincia a disegnare. Soprappensiero, la ragazza disegna una tazza e tutt’attorno alcune rune: grazie a queste ultime, il disegno prende vita e Clary, allungando una mano, afferra la tazza e la fa uscire dal foglio. Stupefatta per la sua scoperta, la riferisce subito a Jace e agli altri. La ragazza ha infatti capito che la Coppa Mortale si trova “imprigionata” nell'asso di coppe appartenente al mazzo di carte disegnato anni prima da sua madre Jocelyn e successivamente consegnato alla loro vicina di casa chiromante, Madame Dorothea.
Dopo la sensazionale scoperta, tutti si armano e si recano in fretta e furia da Dorothea, accompagnati da Simon, perché era l'unica persona che conoscevano a saper guidare e che quindi dovrà aspettarli parcheggiato in strada.
Dorothea accoglie i giovani Shadowhunters nel suo appartamento, rivelando loro di essere al corrente anche del passato matrimonio fra Jocelyn e Valentine, mentre Clary riesce facilmente a recuperare la Coppa, facendola uscire dalla carta su cui era raffigurata. 
  Successivamente, però, Dorothea cerca di sottrarre loro la Coppa con una scusa e, quando non ci riesce, Abbadon, il Demone Superiore che l'aveva posseduta per tutto quel tempo, si rivela ai Cacciatori, uscendo nella sua vera forma dal Portale che la chiromante ha in casa e tentando di uccidere tutti quanti. Durante lo scontro, infatti, Alec rimane gravemente ferito. Fortunatamente, però, dalla porta d’ingresso entra Simon, che colpisce il lucernario dell'edificio con una freccia scagliata dall'arco che Alec aveva lasciato in macchina, facendo entrare la luce del sole ed “uccidendo” quindi Abbadon.
I cinque ragazzi tornano nuovamente all'Istituto, preoccupati per le condizioni di Alec ma, quando Jace e Clary si recano da Hodge, in biblioteca, per consegnargli la Coppa appena recuperata, lui imprigiona la ragazza dietro ad una barriera trasparente ed invisibile e poi consegna Jace (svenuto) e la Coppa a Valentine, arrivato in quel momento sul luogo. L’uomo, in cambio della Coppa, libera Starkweather dalla maledizione lanciatagli anni prima dal Conclave per non aver abbandonato subito il Circolo (la maledizione legava Hodge all'Istituto, infatti l’uomo non poteva lasciarlo senza incorrere in una punizione). 
  Successivamente, Valentine scompare assieme a Jace in un nuovo Portale ed Hodge fugge dall’Istituto.
Clary, rimasta sola, tenta di liberarsi da quell’assurda prigionia e disegna una Runa di Apertura sulla barriera invisibile, mandandola in mille pezzi, poi insegue Hodge, che però, per liberarsi definitivamente di lei, tenta di ucciderla. Fortunatamente, la ragazza viene salvata da Luke, arrivato in forma di lupo mannaro, che stordisce Hodge, la porta alla base del suo branco e le racconta la sua parte di verità: il suo vero padre non è il mondano John Clark, ma Valentine, e la ragazza, un tempo, aveva anche un fratello maggiore di un anno, Jonathan Christopher Morgenstern, che Valentine ha finto di uccidere assieme a se stesso nell'incendio che distrusse la loro casa molti anni prima, al solo scopo di addolorare la moglie che lo aveva tradito durante la Rivolta, ovvero Jocelyn. Inoltre, Luke le racconta di come ha fatto a trasformarsi da Shadowhunter a lupo mannaro e di come si sia allontanato da lei per cercare di proteggerla. 
 Alla fine, i due decidono di andare da Valentine per salvare Jace e Jocelyn e recuperare la Coppa.
Dopo essere entrati nel nascondiglio segreto di Valentine, situato sull'Isola di Renwick, Clary trova sua madre, in coma, e Jace, che però non è affatto tenuto prigioniero: al contrario, il ragazzo le rivela che suo padre, in realtà, è ancora vivo ed è proprio Valentine, che per anni si era finto Michael Wayland. Clary è sconvolta da questa rivelazione e si rende conto che le iniziali J.C. (da cui deriva il nomignolo Jace), poste sopra ad una scatola che la madre conservava con tanto amore, erano le iniziali del fratello creduto morto, non del suo finto padre mondano (John Clark), e che corrispondono a "Jonathan Christopher", nome completo di Jace. Sapendo però che Valentine è un manipolatore, la ragazza non gli crede e cerca di convincere Jace che quella è solo una menzogna. A quel punto, Valentine rivela a Jace che lei è sua sorella e che è così frustrata perché è innamorata di lui: Jace ne rimane sconvolto.
Luke arriva improvvisamente nella stanza e si scontra con Valentine, mentre Clary cerca di convincere Jace, che la tiene bloccata, ad intervenire, facendogli capire che la sua vera famiglia sono i Lightwood, non Valentine. Così, prima che quest'ultimo sferri il colpo fatale a Luke, Jace interviene bloccando il padre e minacciandolo di morte se non gli avesse consegnato la Coppa. Ma Valentine apre un nuovo Portale e stuzzica Jace, facendogli capire che sa che non lo ucciderebbe mai. Il ragazzo, infatti, resta impassibile e fermo a guardare la fuga del padre: una volta entrato e passato dall'altra parte, Valentine distrugge il Portale.
La battaglia a Renwick è conclusa; Magnus ha curato Alec con la sua magia; Jocelyn è stata ricoverata in un ospedale mondano, visto che è ancora in coma; Hodge risulta ferito e latitante, come anche Valentine; Jace e Clary, sconvolti, accettano la loro parentela e Jace porta la ragazza a fare un giro su una delle moto ad energia demoniaca dei vampiri, facendole notare che non è il mondo che ora è diverso, ma che è lei ad essere cambiata.

## Media
Dal 23 agosto 2013 è stata distribuita una versione cinematografica del romanzo, Shadowhunters - Città di ossa, diretta da Harald Zwart; il film vede Lily Collins nel ruolo di Clary Fray e Jamie Campbell Bower nel ruolo di Jace Wayland. Del cast fanno parte anche Robert Sheehan (Simon Lewis), Jemima West (Isabelle Lightwood), Kevin Zegers (Alexander Lightwood), Jared Harris (Hodge Starkweather), Lena Headey (Jocelyn Fray), Aidan Turner (Luke Garroway), CCH Pounder (Madame Dorothea), Kevin Duran (Emile Pangborn), Robert Maillet (Samuel Blackwell), Godfrey Gao (Magnus Bane) e Jonathan Rhys Meyers (Valentine Morgenstern).
Nel gennaio del 2016 va in onda la prima stagione della serie televisiva chiamata Shadowhunters. La prima stagione è incentrata principalmente sul primo libro ma vi sono elementi anche degli altri.

## Edizioni
- Cassandra Clare, Shadowhunters - Città di ossa, traduzione di Fabio Paracchini, collana Chrysalide, Arnoldo Mondadori Editore, 2007,  ca. 532 pagine, cap. 23, ISBN 978-88-04-56874-2.
- Cassandra Clare, Shadowhunters - Città di ossa, traduzione di Fabio Paracchini, collana Oscar Bestsellers, Arnoldo Mondadori Editore, 2010,  ca. 532 pagine, cap. 23, ISBN 978-88-04-60171-5.
- Cassandra Clare, Shadowhunters - Città di ossa. Edizione illustrata, traduzione di Fabio Paracchini, illustrazioni di Cassandra Jean e Kathleen Jennings, collana Oscar Draghi, Arnoldo Mondadori Editore, 2018,  ca. 410 pagine, ISBN 978-88-04-70336-5.